# Porc de la Sarthe
Le porc de la Sarthe ou porc fermier Cénomans est une indication géographique protégée (IGP) qui garantit au consommateur que les produits viennent de porcs nés, élevés en plein air et abattus en Sarthe ou dans certains départements voisins.  

## Historique
Depuis 1989, le porc de la Sarthe est protégé par un label rouge, le porc fermier Cénomans, qui concerne 30 éleveurs produisant 25000 porcs par an. Cette appellation est gérée par un syndicat interprofessionnel, appelé les Porcs de la Sarthe. 
Le label porc de la Sarthe obtient une protection communautaire en 1997 sous la forme d'une IGP. 
Dans l'arrêté du 24 novembre 2020, les viandes et abats frais de porc fermier sont associés à l'indication géographique protégée (IGP).

## Aire géographique
Le porc de la Sarthe est produit dans certaines communes d'Eure-et-Loir, d'Indre-et-Loire, de Loir-et-Cher, de Maine-et-Loire, de la Mayenne et de la Sarthe.

## Cahier des charges
Les porcs sont élevés dans des bâtiments ouverts ou alors en plein air, ils sont nourris aux céréales et abattus à 26 semaines d'âge au minimum. 